# Gloria Guevara Manzo
Pour les articles homonymes, voir Manzo.
Gloria Guevara Manzo est une femme politique mexicaine et ancienne secrétaire du Tourisme de 2010 à 2012.